# Ignacy Łukasiewicz

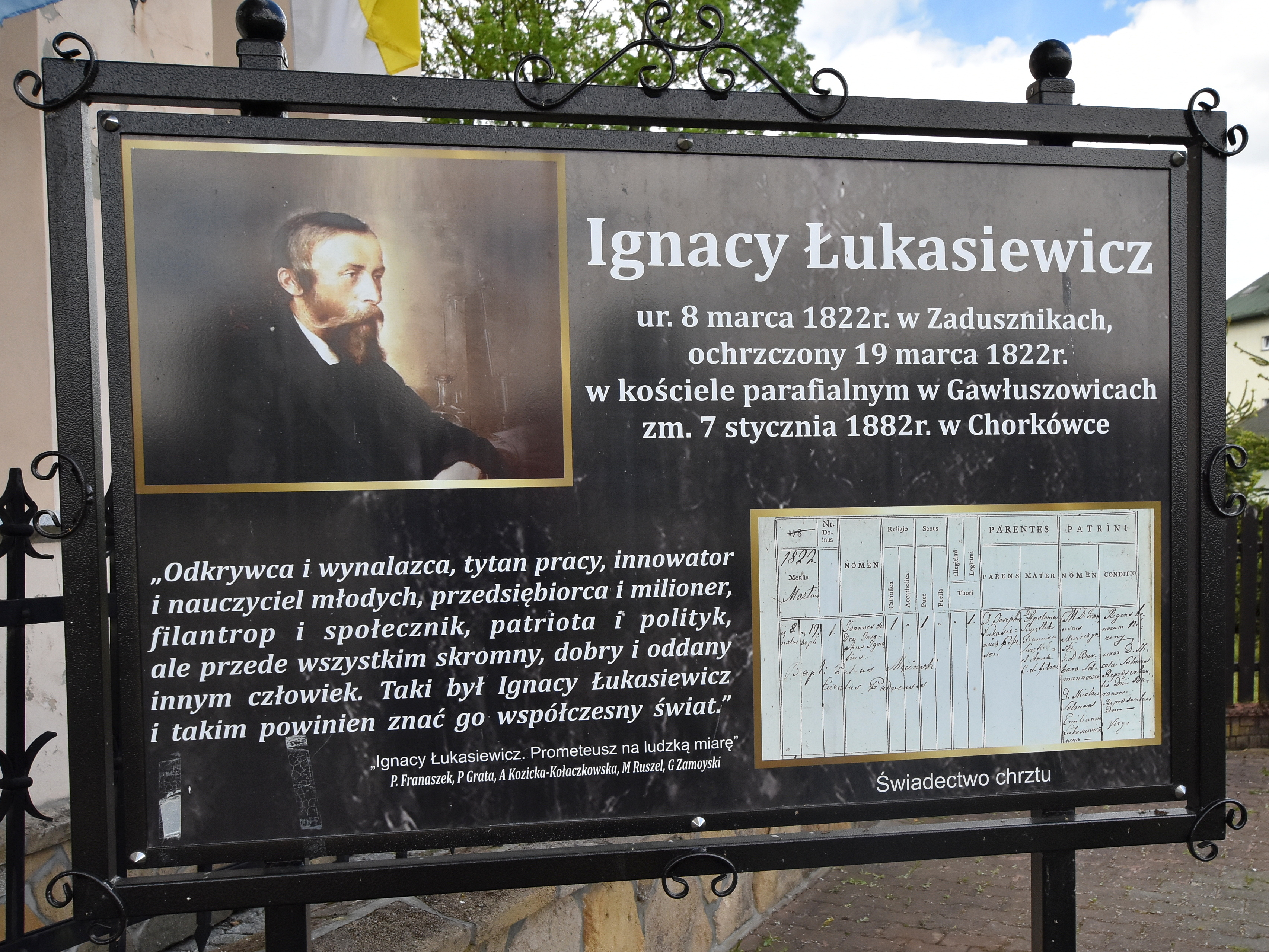
Gawłuszowice, kościół św. Wojciecha, tablica z datą urodzin i świadectwem chrztu Ignacego Łukasiewicza

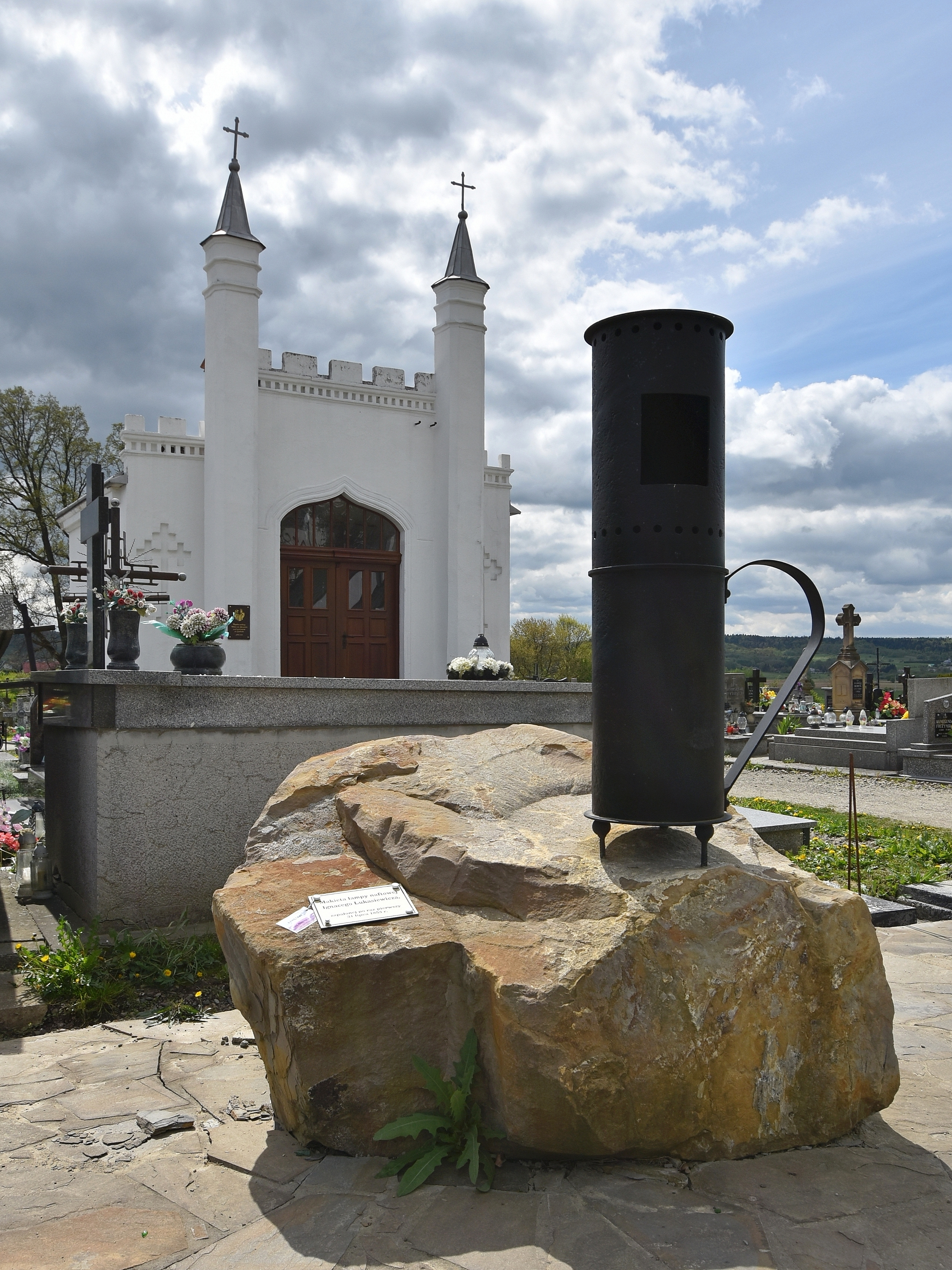
Zręcin, makieta lampy naftowej Łukasiewicza

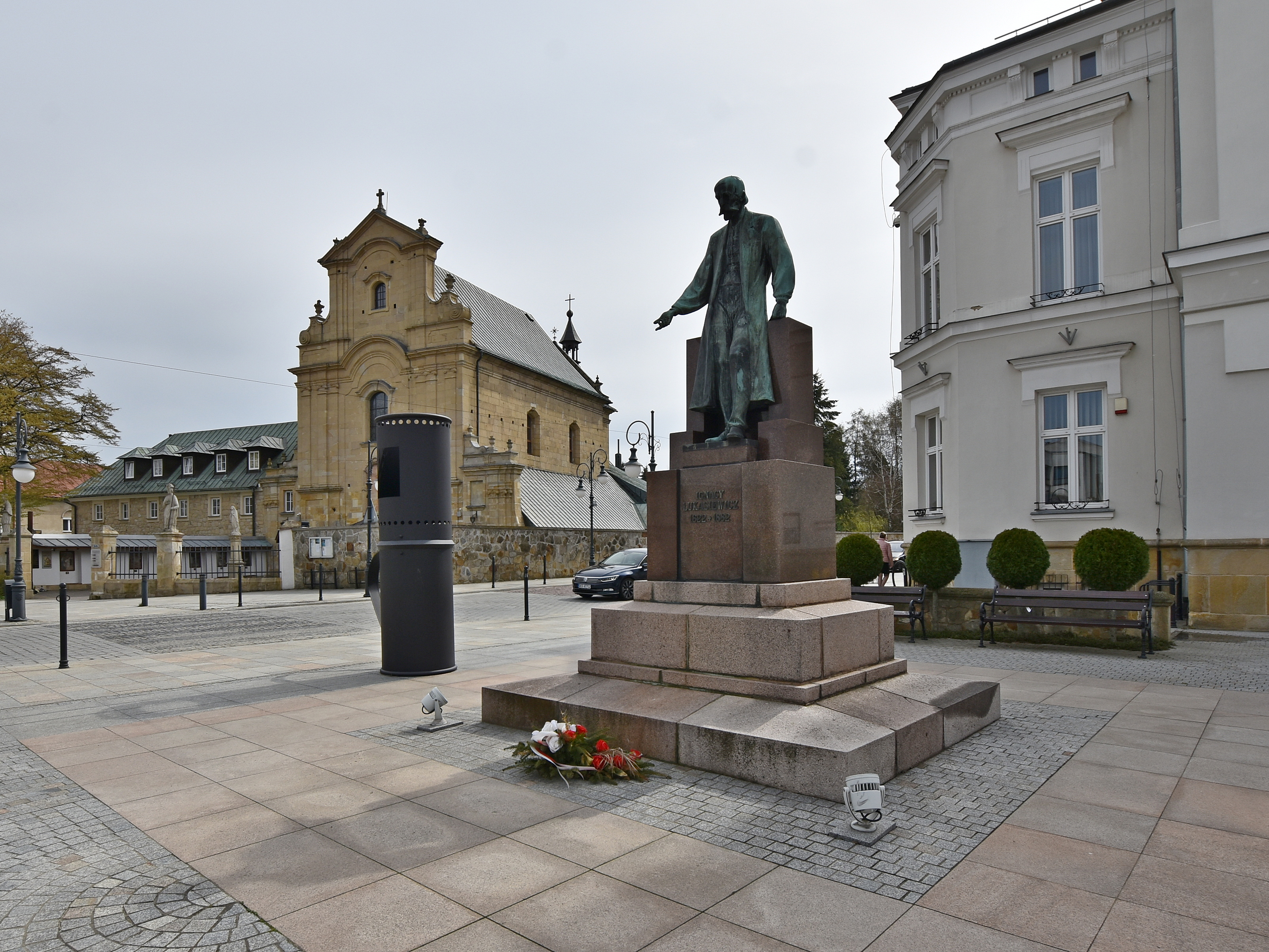
Pomnik Łukasiewicza w Krośnie

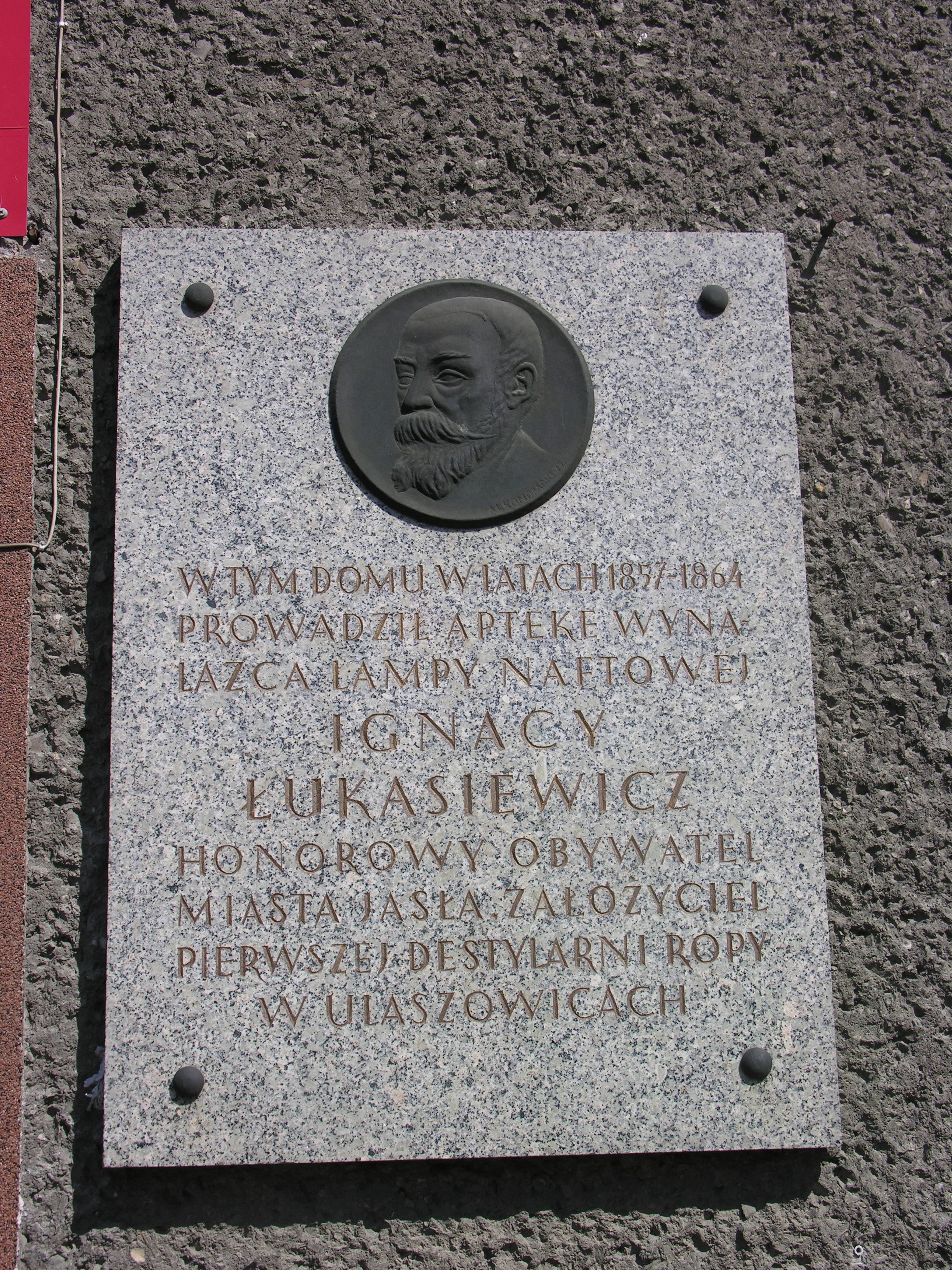
Tablica pamiątkowa w Jaśle

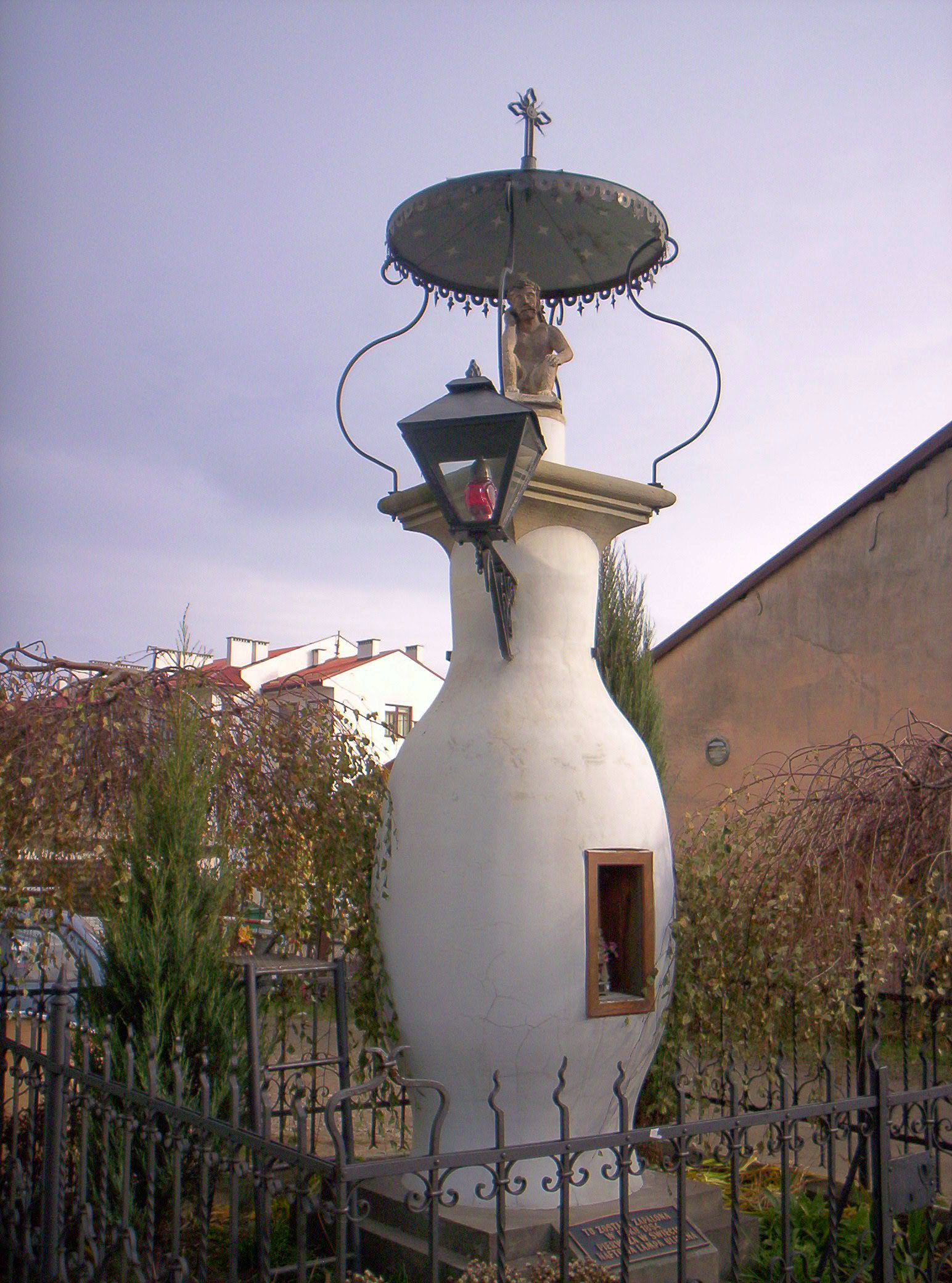
Miejsce zapalenia pierwszej na świecie ulicznej lampy naftowej w Gorlicach

Jan Józef Ignacy Łukasiewicz (ur. 8 lub 23 marca 1822 w Zadusznikach, zm. 7 stycznia 1882 w Chorkówce) – polski farmaceuta i przedsiębiorca, założyciel pierwszej na świecie kopalni ropy naftowej, wynalazca lampy naftowej, pionier przemysłu naftowego w Europie, rewolucjonista i działacz demokratyczno-niepodległościowy.
Jako pierwszy na świecie wykorzystał na skalę przemysłową korzyści, jakie daje ropa naftowa. Bardzo sprawny organizator, z czasem dorobił się na ropie naftowej dużego majątku. Był również wielkim społecznikiem. Propagował zakładanie sądów, budowę dróg i mostów, szkół, szpitali itd., finansując wiele inicjatyw z własnej kieszeni, walczył z biedą i alkoholizmem w regionie, tworzył kasy zapomogowe i fundusze emerytalne. Dążył do rozwoju rodzącego się tam przemysłu naftowego, nie skupiając go całkowicie w swoich rękach, lecz namawiając i pomagając w tworzeniu również innych przedsiębiorstw. Poseł na sejm galicyjski IV kadencji (1877–1882).

## Życiorys
Ignacy Łukasiewicz urodził się w 1822 w Zadusznikach (powiat mielecki), w szlacheckiej rodzinie inteligenckiej pochodzenia ormiańskiego. Jego ojcem był Józef Łukasiewicz (zm. 1836) – posesor folwarku i żołnierz Tadeusza Kościuszki, matką – Apolonia ze Świetlików. Ignacy miał czworo rodzeństwa: Marię, Emilię, Aleksandra i Franciszka. W 1824 jego ojciec kupił kamienicę w Rzeszowie przy ulicy Pańskiej 368 (obecnie 3 Maja 22, róg ul. Fircowskiego) naprzeciw kościoła św. Krzyża. W 1830 rodzina Łukasiewiczów przeniosła się do Rzeszowa. Ignacy Łukasiewicz w latach 1833–1837 uczęszczał do popijarskiego gimnazjum, gdzie ukończył 4 klasy. W szkole tej nauczył się łaciny i języka niemieckiego; znajomość tych języków ułatwiła mu późniejszą edukację. Po śmierci ojca w listopadzie 1836 matka nie była w stanie utrzymać dwóch uczących się synów, co zmusiło Ignacego do przedwczesnego rozpoczęcia pracy. W latach 1836–1840 pracował w aptece Antoniego Swobody w Łańcucie jako praktykant. Była to nie tylko praca, ale przede wszystkim kontynuacja nauki w zakresie chemii i farmacji. W tym czasie rozpoczęła się także jego działalność w organizacjach demokratyczno-niepodległościowych, w wyniku czego Łukasiewicz został zarejestrowany przez władze austriackie jako obywatel politycznie podejrzany. W 1840 roku zdał egzamin tyrocynalny i awansował na pomocnika aptekarskiego. Od 6 października 1841 pracował jako pomocnik aptekarza w aptece swego opiekuna prawnego Edwarda Hübla „Pod Czarnym Orłem” w Rzeszowie przy ul. Pańskiej 365 (naprzeciw gimnazjum), cały czas dokształcając się w zawodzie aptekarza. W tym czasie cały czas działał na rzecz niepodległości Polski. W lipcu 1845 spotkał się za pośrednictwem przyjaciela rodziny, Wiktora Solmana, z Edwardem Dembowskim. W tym samym roku został zaprzysiężony jako agent Centralizacji Towarzystwa Demokratycznego Polskiego na Rzeszów – była to organizacja o podobnym charakterze jak poprzednie, ale tym razem Łukasiewicz działał już bardzo aktywnie. Za jego sprawą apteka stała się ośrodkiem działalności konspiracyjnej. Wybuch powstania był zaplanowany na 21/22 lutego 1846, a 17 lutego pod pretekstem balu karnawałowego w kamienicy „Luftmaszyna” miało odbyć się tajne zebranie organizacyjne, ale burmistrz Adolf Koschina wykrył zamiary spiskowców, odwołał bal, otoczył miasto wojskami gen. Legedischa i dokonał aresztowań wśród ziemian zamieszanych w przygotowania z Franciszkiem Wiesiołowskim na czele. Sam Łukasiewicz został zatrzymany jako przywódca spisku w aptece w obecności burmistrza 19 lutego 1846 i trafił do celi w rzeszowskim zamku. Następnie został osadzony we Lwowie. Został zwolniony z więzienia 27 grudnia 1847 roku z powodu braku dowodów. Był jednak cały czas pod stałą obserwacją policji i miał zakaz opuszczania Lwowa. Uniemożliwiło mu to kontynuowanie działalności konspiracyjnej. W sierpniu 1848 podjął pracę w aptece „Pod Złotą Gwiazdą”, której właścicielem był Piotr Mikolasch. Dzięki jego wstawiennictwu dostał zgodę na opuszczenie miasta i rozpoczął studia na Uniwersytecie Jagiellońskim, gdzie zdał wszystkie egzaminy z wyjątkiem farmakognozji, co uniemożliwiło mu otrzymanie dyplomu. Dyplom magistra farmacji uzyskał na Uniwersytecie Wiedeńskim 30 lipca 1852.

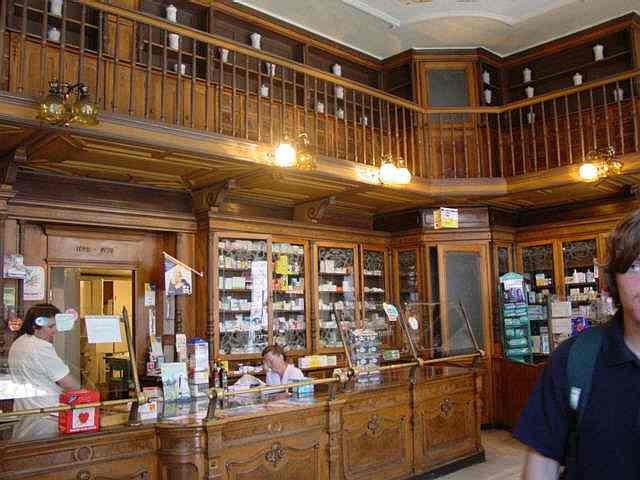
Wnętrze apteki Mikolascha we Lwowie, w której pracował Ignacy Łukasiewicz

Powrócił do Lwowa, aby kontynuować pracę w aptece Mikolascha. W laboratorium przy aptece, na zlecenie Mikolascha, on oraz drugi asystent – Jan Zeh – prowadzili badania nad destylacją ropy naftowej. Z czasem Mikolasch wycofał się z badań, nie widząc praktycznego zastosowania nowych destylatów jako lekarstw. Na przełomie roku 1852/1853 Łukasiewicz i Jan Zeh otrzymali naftę metodą frakcjonowanej destylacji. Łukasiewicz starał się potem znaleźć dla nafty zastosowanie praktyczne. Stosowane do tej pory lampy oliwne nie nadawały się do nafty i wymagały przekonstruowania. Pierwsza skonstruowana przez Łukasiewicza lampa rozświetliła wystawę apteki.
31 lipca 1853 roku jest symboliczną, oficjalną datą narodzin przemysłu naftowego w Polsce. Po raz pierwszy zastosowano w praktyce oświetlenie naftowe podczas pilnej nocnej operacji w szpitalu powszechnym na lwowskim Łyczakowie. Na początku roku 1854 Łukasiewicz przeniósł się do Gorlic, aby być bliżej terenów roponośnych. W tym roku w gorlickiej dzielnicy Zawodzie na skrzyżowaniu ulic Węgierskiej i Kościuszki zapłonęła pierwsza na świecie uliczna lampa naftowa. Ropę naftową eksploatowano tam już od dawna, wykorzystując ją do różnych celów gospodarczych, jak np. lekarstwo dla bydła lub smar. Łukasiewicz rozpoczął tam pracę w miejscowej aptece Jana Tomaszewicza. Jednocześnie zaczął z okolicznymi właścicielami terenów roponośnych zakładać pierwsze spółki i kopalnie ropy, które powstały w następnych latach w rejonie Gorlic, Jasła i Krosna. W tym roku założył także pierwszą na świecie kopalnię ropy naftowej w Bóbrce koło Krosna (spółka naftowa Trzecieski-Łukasiewicz); kopalnia jest czynna do dzisiaj. W 1857 roku otworzył rafinerię w Klęczanach koło Nowego Sącza. Z wydobywanej w tym miejscu ropy produkował naftę, smary, oleje smarne i asfalt. Rok później zamieszkał w Jaśle, gdzie otworzył aptekę w północnej pierzei Rynku. Rok 1859 zaznaczył się tragicznie w życiu Łukasiewicza z powodu śmierci córki Marianny. Był to także rok przenosin do Polanki pod Krosnem, gdzie po spłonięciu rafinerii założył kolejną. Po wybuchu powstania styczniowego wspierał je finansowo, a później pomagał popowstaniowym uchodźcom. W roku 1865 kupił pod Krosnem wieś Chorkówka i przyległy folwark Leśniówka, gdzie założył nowoczesną rafinerię.

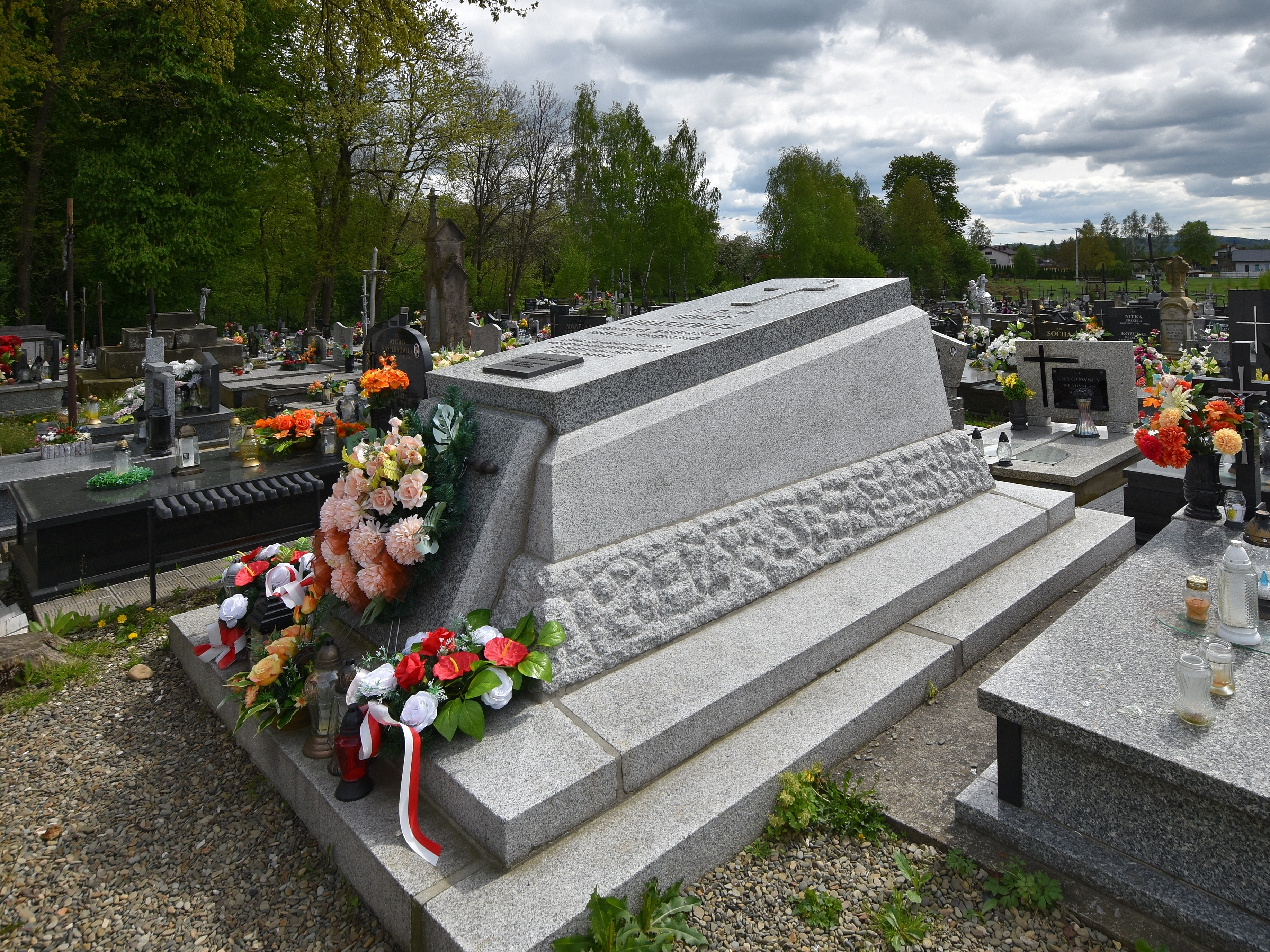
Grób Honoraty i Ignacego Łukasiewiczów na cmentarzu w Zręcinie

W latach 1868–1881 Łukasiewicz zainicjował powstanie kilku kopalni nafty w Beskidzie Dukielskim (Ropianka, Wilsznia, Smereczne) i w Gorlickiem (Ropa, Wójtowa), w Bóbrce oraz otworzył leczniczy zakład kąpielowy jodowo-bromowy, w Chorkówce kaplicę dla miejscowej ludności, a w miejscowości Zręcin (pod Chorkówką) ufundował ze swoim wspólnikiem Klobassą kościół w stylu neogotyckim. Pod koniec życia został wybrany do Sejmu Galicyjskiego.
W międzyczasie, w roku 1873 papież Pius IX za działalność charytatywną nadał mu tytuł Szambelana Papieskiego i odznaczył go Orderem Św. Grzegorza. W roku 1877 zorganizował we Lwowie kongres naftowy oraz utworzył w Gorlicach Krajowe Towarzystwo Naftowe. W latach 1880–1881 pełnił funkcję pierwszego prezesa Towarzystwa.
Zmarł 7 stycznia 1882 roku w wyniku ciężkiego zapalenia płuc. Został pochowany na cmentarzu w Zręcinie.

## Rodzina
20 kwietnia 1857 roku w Gorlicach poślubił swoją siostrzenicę, młodszą o 15 lat Honoratę Stacherską (1837–1897), córkę Ernesta Leopolda Dydaka-Stacherskiego herbu Ostoja i Emilii z Łukasiewiczów, która była starszą siostrą Ignacego. Mieli tylko jedną córkę Mariannę (1.02.1858–7.12.1859).

## Upamiętnienie
Za życia otrzymał honorowe obywatelstwo Jasła (1861) i Krosna, w 1878 ku jego czci wybito medal wykonany w brązie.
W Bóbrce (powiat krośnieński) znajduje się Muzeum Przemysłu Naftowego i Gazowniczego im. Ignacego Łukasiewicza
Od 1974 Politechnika Rzeszowska nosi imię Ignacego Łukasiewicza.
Od 1979 Zespół Szkół w Policach nosi imię Ignacego Łukasiewicza.

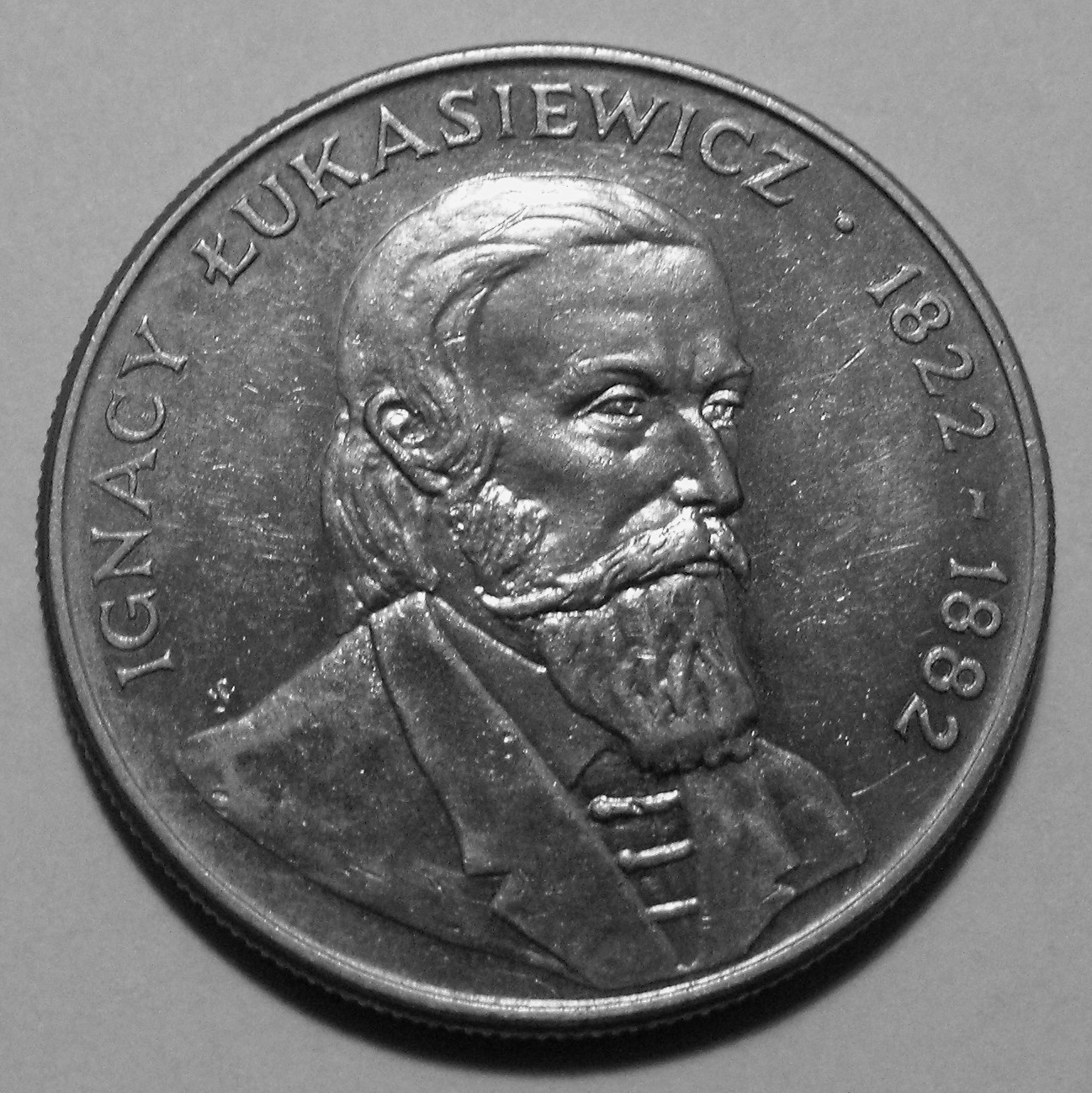
Moneta z wizerunkiem Łukasiewicza

W 1983 wyemitowano miedzioniklową monetę obiegową o nominale 50 zł z umieszczonym na rewersie wizerunkiem Ignacego Łukasiewicza według projektu Anny Jarnuszkiewicz i Stanisławy Wątróbskiej-Frindt w nakładzie 611 700 sztuk. W 2003 wizerunek Łukasiewicza (według projektu R. Nowakowskiej) znalazł się na kolejnych monetach, tym razem na kolekcjonerskich: złotej i srebrnej o nazwie „150-lecie narodzin przemysłu naftowego i gazowniczego” wybitych w nakładach odpowiednio 2100 i 43 000 sztuk. Oprócz portretu Łukasiewicza zamieszczono na nich również datę „31 VII 1853”. W tej samej serii wyemitowano w nakładzie 600 tys. sztuk monetę o nominale 2 zł wykonaną w nordic gold (stopie miedzi, aluminium, cynku i cyny), a przedstawiającą wizerunek Łukasiewicza, lampy naftowej i rafinerii. W 2022 wyemitowano srebrną monetę 10 zł o wadze 31,1 g z portretem Łukasiewicza, kopalni w Bóbrce i jego lampy. Projekt monety jest autorstwa Dobrochny Surajewskiej. W 1996 ukazał się banknot kolekcjonerski z postacią Łukasiewicza. Poczta Polska wyemitowała w 1982 upamiętniający setną rocznicę śmierci Łukasiewicza, a w 2022 w nakładzie 600 tys. sztuk znaczek o nominale 11,5 zł przedstawiający wizerunek I. Łukasiewicza
Pamiątki po Ignacym Łukasiewiczu oraz kopia prototypu lampy naftowej wraz z jedną z najcenniejszych kolekcji lamp naftowych w Europie znajdują się w Muzeum Podkarpackim w Krośnie.
Łukasiewicz jest patronem licznych szkół, uczelni, instytucji, ulic, placów itp. w Polsce. W wielu miejscowościach znajdują się jego pomniki i tablice pamiątkowe.
W 2009 powstał telewizyjny film dokumentalny o Łukasiewiczu pt. Rozjaśnić mrok.
22 kwietnia 2015 w Łańcucie ulicy pomiędzy rynkiem a ulicą Wałową, przy której stała apteka Ignacego Łukasiewicza nadano nazwę ulicy Łukasiewicza i Zeha.
W kwietniu 2019 utworzona została Sieć Badawcza Łukasiewicz skupiająca kilkadziesiąt polskich instytutów badawczych.
Od 28 sierpnia 2020 most na rzece Jasiołka w Świerzowej Polskiej nosi imię Ignacego Łukasiewicza.
Zarówno uchwałą Sejmu RP z 29 października 2021, jak i uchwałą Senatu RP z 26 listopada 2021, rok 2022 został ustanowiony Rokiem Ignacego Łukasiewicza. Patronom roku 2022 poświęcono wydanie specjalne Kroniki Sejmowej.
Patron XXXIV promocji Krajowej Szkoły Administracji Publicznej im. Prezydenta Rzeczypospolitej Polskiej Lecha Kaczyńskiego.